# Bernhard Sterz

Bernhard Sterz (2024)

Bernhard Sterz (* 26. September 1962 in Münster) ist ein deutscher Verwaltungsjurist. Er war von 1998 bis 2009 Oberbürgermeister der Stadt Burg (bei Magdeburg) und danach von 2009 bis 2011 Staatssekretär im Justizministerium des Landes Sachsen-Anhalt. Von 2012 bis 2021 war Sterz bei den Öffentlichen Versicherungen Sachsen-Anhalt (ÖSA) als Kommunalabteilungsleiter tätig.

## Leben und Beruf

### Ausbildung
Nach seinem Abitur im Jahr 1982 am Städtischen Gymnasium Gerresheim (Düsseldorf) und dem anschließend folgenden Grundwehrdienst studierte Sterz von 1983 bis 1988 Rechtswissenschaft an den Universitäten von Saarbrücken und Köln.
Nach dem Ersten Juristischen Staatsexamen im Jahr 1988 arbeitete er bis Ende 1990 als Wissenschaftlicher Mitarbeiter am Lehrstuhl für Öffentliches Recht und Verfassungsgeschichte (Prof. Jörg-Detlef Kühne) an der Universität Hannover.
Ab 1991 war Sterz Rechtsreferendar im Juristischen Vorbereitungsdienst in Nordrhein-Westfalen und legte dort Ende 1993 sein Zweites Juristisches Staatsexamen ab.

### Landesverwaltung
Berufstätig war er zunächst von 1994 bis 1996 als Beamter in der Landesverwaltung von Nordrhein-Westfalen. Er arbeitete dort als Referent für Polizeirecht im Innenministerium, beim Landesbeauftragten für den Datenschutz und in der Bezirksregierung Düsseldorf (u. a. als Dezernent für Kommunalaufsicht und zuletzt als Persönlicher Referent des Regierungspräsidenten Jürgen Büssow).
Von 1996 bis 1998 war er in Sachsen-Anhalt im Ministerium des Innern beschäftigt; zuerst als Referent für Polizei- und Datenschutzrecht und abschließend im Ministerbüro von Manfred Püchel als Referent für Kabinetts-, Bundesrats- und Landtagsangelegenheiten.
Als sogenannter „Beauftragter der Kommunalaufsicht des Landkreises Jerichower Land in der Funktion des Oberbürgermeisters“ war Sterz vom 22. Juni bis 21. Oktober 1998 abgeordnet auf der verwaisten Stelle des Oberbürgermeisters der Stadt Burg tätig; umgangssprachlich auch Zwangsverwalter oder Staatskommissar genannt.

### Oberbürgermeister
Sein Amt als Oberbürgermeister der Stadt Burg trat er am 22. Oktober 1998 an. Sterz war am 27. September 1998 im ersten Wahlgang mit 61,34 % der Stimmen direkt gewählt worden. Wiedergewählt wurde er am 18. September 2005 mit 60,35 % der Stimmen im ersten Wahlgang. Mitglied im Kreistag des Landkreises Jerichower Land war Sterz von 2004 bis 2009. Durch die Ernennung zum Staatssekretär schied Sterz automatisch mit Ablauf des 20. Oktober 2009 aus dem Amt des Oberbürgermeisters aus.
In seine Amtszeit fiel die Bewältigung des Jahrhunderthochwassers 2002 in der Stadt Burg mit der Elbe. Im gleichen Jahr erfolgte die Bildung der Einheitsgemeinde aus der bisherigen Verwaltungsgemeinschaft Burg durch freiwillige Eingemeindung der kleineren Mitgliedsgemeinden Detershagen, Ihleburg, Niegripp, Parchau und Schartau in die Stadt Burg im Rahmen einer Kommunalreform in Sachsen-Anhalt; im Jahr 2009 folgte die freiwillige Eingemeindung der Gemeinde Reesen im Rahmen einer weiteren Kommunalreform.
Im Jahr 2003 gelang die erfolgreiche Ausrichtung des 7. Sachsen-Anhalt-Tages mit 300.000 Besuchern, nachdem dieses Landesfest in Burg im Vorjahr wegen des Elbehochwassers kurzfristig abgesagt werden musste. Am Ende des Jahres 2003 beteiligte sich die Stadt Burg an den deutschlandweiten Protesten der Kommunen zur Verbesserung der Finanzausstattung im Rahmen der Aktionswoche „Reformen statt Kahlschlag – Rettet die Kommunen“ der Kommunalen Spitzenverbände, wobei die Bürgermeister des Landkreises Jerichower Land in der Schwimmhalle der Kreisstadt Burg mit Ortsschildern ins Wasser gingen und symbolisch ausdrückten: „Das Wasser steht uns bis zum Hals.“
Im Jahr 2007 weigerte sich Sterz der Partei NPD die Stadthalle für eine Veranstaltung zu vermieten. Allerdings wurde die Stadt durch eine Entscheidung des Oberverwaltungsgerichts Sachsen-Anhalt auf Grund des Parteiengesetzes in Verbindung mit dem Gleichbehandlungsgrundsatz zur Überlassung an die NPD verpflichtet, weil die Stadt die Stadthalle als öffentliche Einrichtung auch anderen Parteien zur Verfügung stellte. Die Zivilgesellschaft protestierte parallel zur NPD-Veranstaltung mit einem „Aktionstag für Demokratie und Menschlichkeit“, der rund 400 Teilnehmer (darunter auch Landtagspräsident Dieter Steinecke) bei zahlreichen Gegenaktionen hatte.
Im Jahr 2008 wurde eine städtische Feuerwehrrente für die Freiwillige Feuerwehr als finanzielle Anerkennung der persönlichen Leistungen im Ehrenamt eingeführt, womit die Stadt Burg die erste Kommune in Sachsen-Anhalt und die dritte in Deutschland war, um die Bindung der Einsatzkräfte an die Feuerwehr zu festigen und damit den Rückgang der Einsatzbereitschaft aufzuhalten. Den städtischen Schuldenstand senkte Sterz in seiner Amtszeit von 23,6 Mio. Euro (1998) auf 15,7 Mio. Euro (2009).

### Staatssekretär
Am 21. Oktober 2009 wurde Sterz von Ministerpräsident Wolfgang Böhmer zum Staatssekretär im Ministerium der Justiz des Landes Sachsen-Anhalt ernannt. Er trat die Nachfolge von Burkhard Lischka an, der als Abgeordneter in den 17. Deutschen Bundestag wechselte.
In die Amtszeit von Sterz fiel Anfang 2010 die Schaffung eines „Gesetzes über die Justizvollzugsanstalten in Sachsen-Anhalt“, mit dem eine Neuordnung der kleinteiligen und personalintensiven Vollzugsstrukturen auf die Standorte Burg, Dessau-Roßlau, Halle (Saale), Raßnitz und Volkstedt sowie die nachfolgenden Schließungen der Standorte Halberstadt, Magdeburg, Naumburg und Stendal festgelegt wurden.
Ebenfalls im Jahr 2010 wurde ein „Untersuchungshaftvollzugsgesetz Sachsen-Anhalt“ verabschiedet, das die Ausgestaltung der Untersuchungshaft nach der Strafprozessordnung erstmals von einer bisher bloßen Verwaltungsvorschrift auf eine verfassungsrechtlich einwandfreie Rechtsgrundlage stellte und die Grundzüge des Vollzugsablaufs für Untersuchungshaftgefangene festschrieb.
Ende 2010 veröffentlichte das Ministerium erstmals einen Opferschutzbericht für das Land Sachsen-Anhalt als Bestandaufnahme der bisherigen Aktivitäten für die Opfer von Straftaten im landesweiten Netzwerk (z. B. Sozialer Dienst der Justiz, Opferorganisationen, Polizei, Staatsanwaltschaft) sowie mit Ausführungen zu aktuellen Vorhaben und Perspektiven, damit der oft nur täterbezogene Blick im Strafrecht nicht die Opfer vergisst.
Anfang 2011 erfolgte die Verabschiedung eines neuen Landesrichtergesetzes, welches Änderungen im Beamtenrecht aufgriff (soweit die richterrechtlichen Besonderheiten es zuließen), die voraussetzungslose Teilzeitbeschäftigung ermöglichte sowie das Nebentätigkeitsrecht und das Verfahren bei Dienstunfähigkeit umfassend im Richtergesetz regelte. Deutliche Kritik im Gesetzgebungsverfahren gab es von den Richterverbänden und auch von Teilen des Landtages wegen des kompetenzrechtlich begründeten Festhaltens der Landesregierung an der überkommenen Aufgabenteilung zwischen Richterräten auf der einen Seite und den Präsidialräten auf der anderen Seite statt einer einheitlichen Richterpersonalvertretung sowie an der fehlenden Ausweitung der Mitbestimmungs- und Mitwirkungstatbestände der Richter. Die Koalitionsfraktionen CDU und SPD griffen Teile der Kritik in einem vom Landtag beschlossenen Entschließungsantrag auf, in dem sie die Überlegung der Richterverbände für diskussionswürdig hielten, den bisherigen Dualismus von Präsidialräten und Richterräten abzuschaffen und stattdessen ein einheitliches Gremium für die Beteiligung der Richter zu schaffen und somit die Landesregierung zur Prüfung auf Bundesebene und mit den anderen Ländern hinsichtlich der Gesetzgebungskompetenz aufforderte.
Im Rahmen der Regierungsbildung nach den Landtagswahlen wurde Sterz am 20. April 2011 vom neuen Ministerpräsidenten Reiner Haseloff in den einstweiligen Ruhestand versetzt. Sein Nachfolger wurde Eberhard Schmidt-Elsaeßer.

### ÖSA Versicherungen
Vom 15. Januar 2012 bis 31. März 2021 war Sterz bei den Öffentlichen Versicherungen Sachsen-Anhalt (ÖSA) in der Direktion in Magdeburg als Abteilungsleiter für das Geschäftsfeld „Kommunen und Wohnungswirtschaft“ tätig.
Er koordinierte das gesamte betriebliche Versicherungsgeschäft für die Landkreise, Städte und Gemeinden sowie für die kommunalen und genossenschaftlichen Wohnungsunternehmen in Sachsen-Anhalt. Dazu gehörte auch die Beratung zur Einbruchssicherung und zum Brandschutz, die Bezuschussungen für Einbruchmeldeanlagen, für kleinere Feuerwehrausstattungen (z. B. Wärmebildkameras) und für Hauptabsperrventile zur Leitungswasserprävention sowie die Werbung für die ÖSA Feuerwehrente und die Einführung des Katwarn-Systems für die kommunalen Leitstellen. Hinzu kam die Zusammenarbeit mit anderen Kommunalversicherern (insbesondere OKV Ostdeutsche Kommunalversicherung) und den Kommunalen Spitzenverbänden (Städte- und Gemeindebund, Landkreistag).
Zur erweiterten Elementarschadenversicherung (z. B. Überschwemmungsgefahr) erstellte die ÖSA für alle kommunalen Gebäude ein Versicherungskonzept. Im Rahmen der Flüchtlingskrise 2015/2016 durch den Bürgerkrieg in Syrien war die Gebäudeversicherung der zahlreichen kommunalen Sammelunterkünfte angesichts der Brandanschlagsgefahren eine Herausforderung bei der Prämienberechnung.

### Privates
Sterz wurde im Jahr 2010 das Ehrenkreuz der Bundeswehr in Gold verliehen. Er ist seit 1991 verheiratet.

## Ehrenamtliches Engagement

### Vereine
Sterz ist Gründungsmitglied des Heimatvereins Burg, der im Jahr 2001 in der Historischen Gerberei der Stadt Burg startete. Im Jahr 2011 war er Gründungsmitglied des Fördervereins Landesgartenschau Burg zur dann erfolgreichen Durchführung im Jahr 2018. Er ist Gründungsmitglied im Verein Denkmal Magdeburger Recht, der seit 2011 die Errichtung eines Denkmals in der Stadt Magdeburg als Zeichen der Erinnerung an das Magdeburger Stadtrecht zum Ziel hat. Außerdem war Sterz im Jahr 2006 ein Gründungsmitglied im Förderverein Technische Denkmale in Sachsen-Anhalt zur Rettung des Schiffshebewerks Magdeburg-Rothensee, der nach erfolgreicher Schaffung einer Betreiberlösung mittlerweile aufgelöst ist.

### Schiedsstelle Rettungsdienst
Im Jahr 2012 war Sterz der ehrenamtliche Vorsitzende der „Schiedsstelle für den Rettungsdienst“ im Land Sachsen-Anhalt für die Entscheidung von Streitfällen zu den allgemeinen Benutzungsentgelten im Rettungsdienst, wenn sich die Kommunen als Träger des Rettungsdienstes, die Krankenkassen als Kostenträger und die Hilfsorganisationen als Erbringer von Rettungsdienstleistungen nicht auf einvernehmliche Vereinbarungen verständigen konnten. Die dem Ministerium für Inneres und Sport des Landes Sachsen-Anhalt angegliederte Schiedsstelle existierte bis zum 31. Dezember 2012, da dann das Rettungsdienstgesetz diese Institution nicht mehr vorsah.

### Kommission Leitstellen
Im Jahr 2017 war Sterz ehrenamtlich der stellvertretende Vorsitzende der „Kommission zur Überprüfung der Leistungsfähigkeit der Struktur der Integrierten Leitstellen (ILS) gemäß § 9 Abs. 9 des Rettungsdienstgesetzes des Landes Sachsen-Anhalt“ im Ministerium für Inneres und Sport des Landes Sachsen-Anhalt. Diese Kommission legte am 4. Dezember 2017 dem Ministerium den Bericht zur Leistungsfähigkeit der 13 Leitstellen der Landkreise und kreisfreien Städte in Sachsen-Anhalt vor.

### Stadtrat Magdeburg
Bei der Wahl zum Stadtrat der Stadt Magdeburg am 26. Mai 2019 kandidierte Sterz für die SPD; erreichte jedoch kein Mandat. Zur Stadtratswahl am 9. Juni 2024 kandidierte er erneut; erreichte zwar kein Mandat, aber er ist für die SPD der mögliche erste Nachrücker im Wahlbereich 04 (Stadtfeld Ost). Seit dem 1. Januar 2022 ist er schon als Sachkundiger Einwohner im „Ausschuss für kommunale Rechts- und Bürgerangelegenheiten“ des Stadtrates in ehrenamtlicher und beratender Funktion tätig; die vorherigen zwei Monate bereits im „Ausschuss für Umwelt und Energie“.

### Bibliotheksverband
Seit dem Jahr 2022 ist Sterz ehrenamtlicher Beiratsvorsitzender des dbv-Landesverbandes Sachsen-Anhalt (Deutscher Bibliotheksverband e. V.) zur Unterstützung des Verbandsvorstandes bei der politischen Interessenvertretung gegenüber dem Landtag und der Landesregierung zur Stärkung des Bibliothekswesens in Sachsen-Anhalt.

### Sparkasse Magdeburg
Seit dem Jahr 2024 ist Sterz Mitglied im Verwaltungsrat der Sparkasse Magdeburg, der die Richtlinien der Geschäftspolitik bestimmt und den Vorstand überwacht. Sterz ist seit 2024 auch Mitglied im Kuratorium der „Stiftung Kunst und Kultur der Stadtsparkasse Magdeburg“, die das kulturelle Leben in der Stadt Magdeburg kontinuierlich fördert.

## Partei
Sterz ist seit 1994 Mitglied der SPD und war von 2002 bis 2009 Mitglied im Landesvorstand der SPD Sachsen-Anhalt. Seit dem Jahr 2022 ist er erneut Mitglied im Landesvorstand. Er ist auch Mitglied in der Sozialdemokratischen Gemeinschaft für Kommunalpolitik (SGK) in Sachsen-Anhalt und wirkt im SGK-Landesvorstand mit. Bei der Arbeitsgemeinschaft sozialdemokratischer Juristen (ASJ) ist er Mitglied im Landesvorstand Sachsen-Anhalt.

## Veröffentlichungen
- Justiz und Kommune – Berührungspunkte zwischen den örtlichen Justizbehörden und kommunalen Körperschaften am Beispiel der Stadt Burg. In: Dieter Remus u. a. (Hrsg.): Landgericht Stendal. „… nur dem Gesetze unterworfen“. Ein Rückblick auf die Jahre des Aufbaus im Landgerichtsbezirk Stendal zum 10. Jahrestag der Wiedererrichtung am 1. September 2002. Norderstedt 2002, ISBN 3-8311-4010-3, S. 311–315. (online; PDF; 70,5 kB <mit anderer Seitennummerierung>, abgerufen am 21. November 2021)